# 乌特·吕罗尔德
乌特·吕罗尔德（德語：Ute Rührold，1954年12月9日—），德国女子雪橇运动员。她曾代表东德参加1972年和1976年冬季奥林匹克运动会雪橇比赛，获得二枚银牌，均来自女子单人项目。